# Provincia di Limarí
La provincia di Limarí è una delle tre province della regione cilena di Coquimbo, il capoluogo è la città di Ovalle.	
La provincia è suddivisa in cinque comuni:
- Ovalle
- Río Hurtado
- Monte Patria
- Combarbalá
- Punitaqui